# Trinidad és Tobago az 1972. évi nyári olimpiai játékokon
Trinidad és Tobago az NSZK-beli Münchenben megrendezett 1972. évi nyári olimpiai játékok egyik részt vevő nemzete volt. Az országot az olimpián 4 sportágban 19 sportoló képviselte, akik érmet nem szereztek.

## Atlétika
Férfi
| Versenyző                                                            | Versenyszám     | Előfutam | Előfutam | Előfutam | Negyeddöntő | Negyeddöntő | Negyeddöntő | Elődöntő | Elődöntő | Elődöntő | Döntő         | Döntő         |
| Versenyző                                                            | Versenyszám     | Idő      | Hely.    | Össz.    | Idő         | Hely.       | Össz.       | Idő      | Hely.    | Össz.    | Idő           | Helyezés      |
| -------------------------------------------------------------------- | --------------- | -------- | -------- | -------- | ----------- | ----------- | ----------- | -------- | -------- | -------- | ------------- | ------------- |
| Hasely Crawford                                                      | 100 m           | 10,50    | 1.       | 18.*     | 10,18       | 3.          | 3.          | 10,36    | 2.       | 5.       | nem ért célba | nem ért célba |
| Rudy Reid                                                            | 100 m           | 10,74    | 4.       | 52.*     | kiesett     | kiesett     | kiesett     | kiesett  | kiesett  | kiesett  | kiesett       | kiesett       |
| Ainsley Armstrong                                                    | 100 m           | 10,56    | 5.       | 25.*     | 10,47       | 5.          | 19.*        | kiesett  | kiesett  | kiesett  | kiesett       | kiesett       |
| Ainsley Armstrong                                                    | 200 m           | 21,12    | 3.       | 24.      | 21,00       | 3.          | 23.**       | 21,13    | 6.       | 12.      | kiesett       | kiesett       |
| Trevor James                                                         | 200 m           | 21,83    | 4.       | 47.      | 21,34       | 6.          | 32.         | kiesett  | kiesett  | kiesett  | kiesett       | kiesett       |
| Edwin Roberts                                                        | 200 m           | 20,95    | 2.       | 12.*     | 20,99       | 5.          | 22.         | kiesett  | kiesett  | kiesett  | kiesett       | kiesett       |
| Arthur Cooper                                                        | 400 m           | 47,15    | 3.       | 40.      | 48,29       | 7.          | 38.         | kiesett  | kiesett  | kiesett  | kiesett       | kiesett       |
| Charles Joseph                                                       | 400 m           | 46,38    | 2.       | 21.      | 46,14       | 5.          | 14.*        | kiesett  | kiesett  | kiesett  | kiesett       | kiesett       |
| Lennox Stewart                                                       | 800 m           | 1:48,7   | 5.       | 24.      |             |             |             | kiesett  | kiesett  | kiesett  | kiesett       | kiesett       |
| Arthur Cooper Pat Marshall Charles Joseph Edwin Roberts Trevor James | 4 × 400 m váltó | 3:03,48  | 2.       | 8.       |             |             |             |          |          |          | 3:03,58       | 8.            |

Női
| Versenyző    | Versenyszám | Előfutam | Előfutam | Előfutam | Negyeddöntő | Negyeddöntő | Negyeddöntő | Elődöntő | Elődöntő | Elődöntő | Döntő   | Döntő    |
| Versenyző    | Versenyszám | Idő      | Hely.    | Össz.    | Idő         | Hely.       | Össz.       | Idő      | Hely.    | Össz.    | Idő     | Helyezés |
| ------------ | ----------- | -------- | -------- | -------- | ----------- | ----------- | ----------- | -------- | -------- | -------- | ------- | -------- |
| Laura Pierre | 200 m       | 26,32    | 6.       | 35.      | kiesett     | kiesett     | kiesett     | kiesett  | kiesett  | kiesett  | kiesett | kiesett  |

* - egy másik versenyzővel azonos időt ért el

** - két másik versenyzővel azonos időt ért el

## Kerékpározás

### Országúti kerékpározás
| Versenyző                                                | Versenyszám     | Idő              | Helyezés      |
| -------------------------------------------------------- | --------------- | ---------------- | ------------- |
| Pat Gellineau                                            | Mezőnyverseny   | nem ért célba    | nem ért célba |
| Clive Saney                                              | Mezőnyverseny   | nem ért célba    | nem ért célba |
| Anthony Sellier                                          | Mezőnyverseny   | nem ért célba    | nem ért célba |
| Vernon Stauble                                           | Mezőnyverseny   | nem ért célba    | nem ért célba |
| Pat Gellineau Clive Saney Anthony Sellier Vernon Stauble | Csapat időfutam | 2:29:15 (+27:58) | 29.           |

### Pálya-kerékpározás
Sprintverseny
| Versenyző      | Versenyszám  | 1. forduló                                            | 1. forduló | Vigaszág                                                | Vigaszág | 2. forduló                                     | 2. forduló | Vigaszág             | Vigaszág | Nyolcaddöntő                                         | Nyolcaddöntő | Vigaszág selejtező                                | Vigaszág selejtező | Vigaszág döntő       | Vigaszág döntő | Negyeddöntő          | Elődöntő             | Döntő                | Helyezés    |
| Versenyző      | Versenyszám  | Ellenfelek Győztes idő                                | Hely.      | Ellenfelek Győztes idő                                  | Hely.    | Ellenfelek Győztes idő                         | Hely.      | Ellenfél Győztes idő | Hely.    | Ellenfelek Győztes idő                               | Hely.        | Ellenfelek Győztes idő                            | Hely.              | Ellenfél Győztes idő | Hely.          | Ellenfél Győztes idő | Ellenfél Győztes idő | Ellenfél Győztes idő | Helyezés    |
| -------------- | ------------ | ----------------------------------------------------- | ---------- | ------------------------------------------------------- | -------- | ---------------------------------------------- | ---------- | -------------------- | -------- | ---------------------------------------------------- | ------------ | ------------------------------------------------- | ------------------ | -------------------- | -------------- | -------------------- | -------------------- | -------------------- | ----------- |
| Winston Attong | Férfi egyéni | Ivan Kučírek (TCH) · Kensley Reece (BAR) · 11,78      | 2.         | Ernest Crutchlow (GBR) · Jairo Díaz (COL) · 11,41       | 3.       | kiesett                                        | kiesett    | kiesett              | kiesett  | kiesett                                              | kiesett      | kiesett                                           | kiesett            | kiesett              | kiesett        | kiesett              | kiesett              | kiesett              | helyezetlen |
| Leslie King    | Férfi egyéni | Dieter Berkmann (FRG) · Arturo Cambroni (MEX) · 11,71 | 2.         | Werner Otto (GDR) · Suriya Chiarasapawong (THA) · 11,62 | 1.       | Ivan Kučírek (TCH) · Roger Young (USA) · 11,77 | 1.         |                      |          | Hans-Jürgen Geschke (GDR) · Ezio Cardi (ITA) · 11,42 | 3.           | Karl Köther (FRG) · Serhiy Kravtsov (URS) · 11,40 | 2.                 | kiesett              | kiesett        | kiesett              | kiesett              | kiesett              | helyezetlen |

Időfutam
| Versenyző   | Versenyszám  | Idő     | Helyezés |
| ----------- | ------------ | ------- | -------- |
| Leslie King | Férfi egyéni | 1:09,96 | 19.      |

Üldözőversenyek
| Versenyző                                                | Versenyszám  | Selejtező | Selejtező | Negyeddöntő  | Negyeddöntő | Negyeddöntő | Elődöntő     | Elődöntő  | Elődöntő | Döntő        | Döntő     | Helyezés |
| Versenyző                                                | Versenyszám  | Idő       | Hely.     | Ellenfél Idő | Saját idő   | Hely.       | Ellenfél Idő | Saját idő | Hely.    | Ellenfél Idő | Saját idő | Helyezés |
| -------------------------------------------------------- | ------------ | --------- | --------- | ------------ | ----------- | ----------- | ------------ | --------- | -------- | ------------ | --------- | -------- |
| Vernon Stauble                                           | Férfi egyéni | 5:17,87   | 23.       | kiesett      | kiesett     | kiesett     | kiesett      | kiesett   | kiesett  | kiesett      | kiesett   | 23.      |
| Pat Gellineau Clive Saney Anthony Sellier Vernon Stauble | Férfi csapat | 4:56,59   | 20.       | kiesett      | kiesett     | kiesett     | kiesett      | kiesett   | kiesett  | kiesett      | kiesett   | 20.      |

## Úszás
Férfi
| Versenyző         | Versenyszám    | Előfutam | Előfutam | Előfutam | Elődöntő | Elődöntő | Elődöntő | Döntő   | Döntő    |
| Versenyző         | Versenyszám    | Idő      | Hely.    | Össz.    | Idő      | Hely.    | Össz.    | Idő     | Helyezés |
| ----------------- | -------------- | -------- | -------- | -------- | -------- | -------- | -------- | ------- | -------- |
| Geoffrey Ferreira | 100 m gyors    | 56,27    | 5.       | 38.      | kiesett  | kiesett  | kiesett  | kiesett | kiesett  |
| Geoffrey Ferreira | 100 m pillangó | 58,26    | 4.       | 14.      | 58,54    | 8.       | 16.      | kiesett | kiesett  |
| Geoffrey Ferreira | 200 m pillangó | 2:19,76  | 6.       | 27.      |          |          |          | kiesett | kiesett  |

## Vitorlázás
Nyílt
| Versenyző                    | Versenyszám     | Futam | Futam | Futam | Futam | Futam  | Futam | Futam | Pontszám | Helyezés |
| Versenyző                    | Versenyszám     | 1     | 2     | 3     | 4     | 5      | 6     | 7     | Pontszám | Helyezés |
| ---------------------------- | --------------- | ----- | ----- | ----- | ----- | ------ | ----- | ----- | -------- | -------- |
| Richard Bennett David Farfan | Repülő hollandi | 30,0  | 33,0  | 33,0  | 30,0  | (35,0) | 30,0  | 29,0  | 185,0    | 28.      |